# 스포츠 스포츠 (라디오 프로그램)
스포츠 스포츠는 KBS 1라디오에서 매주 평일 오후 8시 30분, 주말 오후 9시 20분에 방송 중인 라디오 스포츠 프로그램이다. 단, 이 프로그램은 모두 전국방송이다.

## DJ

### 평일
- 1대 : 김종현 아나운서
- 2대 : 박태원 아나운서
- 3대 : 한상헌 아나운서

### 주말
- 1대 : 이창진 아나운서